# Carebara diversa

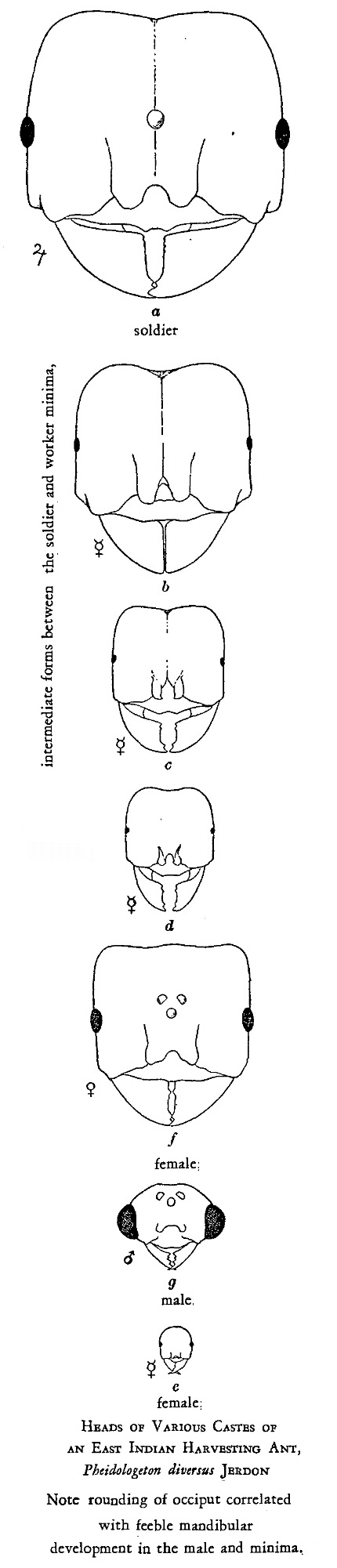
Аллометрия разных каст муравья Carebara diversa

Carebara diversa (лат.) — вид средних и мелких по размеру полукочевых муравьёв рода Carebara из подсемейства Myrmicinae семейства Formicidae. Более ста лет был известен под именем Pheidologeton diversus.

## Распространение
Широко распространены в Азии. Встречаются от Индии через юго-восточную Азию до Тайваня и Филиппин. Известны находки на юге Японии: Окинава и Титидзима. Находки на военной базе ВВС США Кэмп-Дзама (префектура Канагава) признаны случайно интродуцированными из южной Азии.

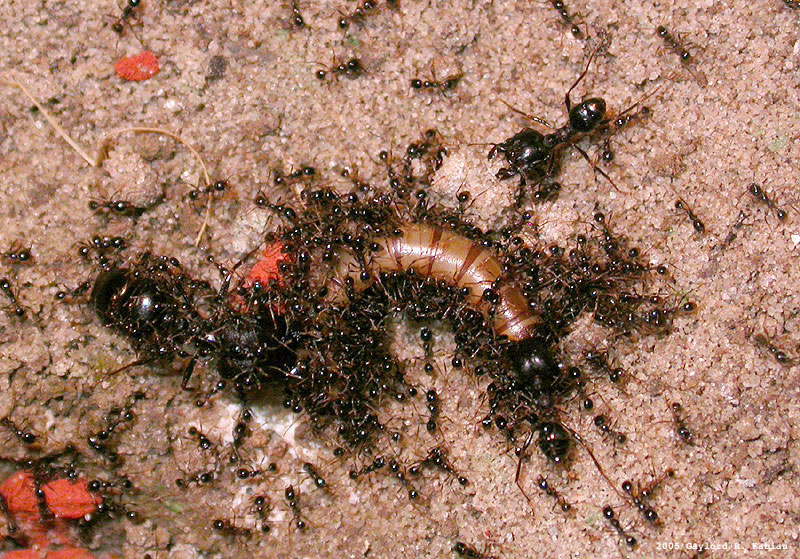
Муравьи на охоте

## Описание
Аллометрия ярко наблюдается у рабочей касты этого вида. Мелкие рабочие особи имеют длину всего 1,3—2,5 мм, а крупные солдаты достигают 1 см. Между этими крайними формами рабочей касты наблюдается множество переходных типов рабочих. Крупнейшие солдаты в 10 раз длиннее мелких, а по сухой массе превышают их в 500 раз.
Мелкие рабочие имеют окраску от желтой до красно-коричневой. Их мандибулы имеют 5 зубцов, а скапус усиков короткий и не выходит за пределы заднего края головы.
Крупные рабочие (солдаты) имеют окраску от красно-коричневой до черной. Их мандибулы крупные и треугольные с одним апикальным зубцом. Жевательный край мандибул без зубцов. Их глаза сравнительно мелкие, а скапус усика вдвое короче длины головы.

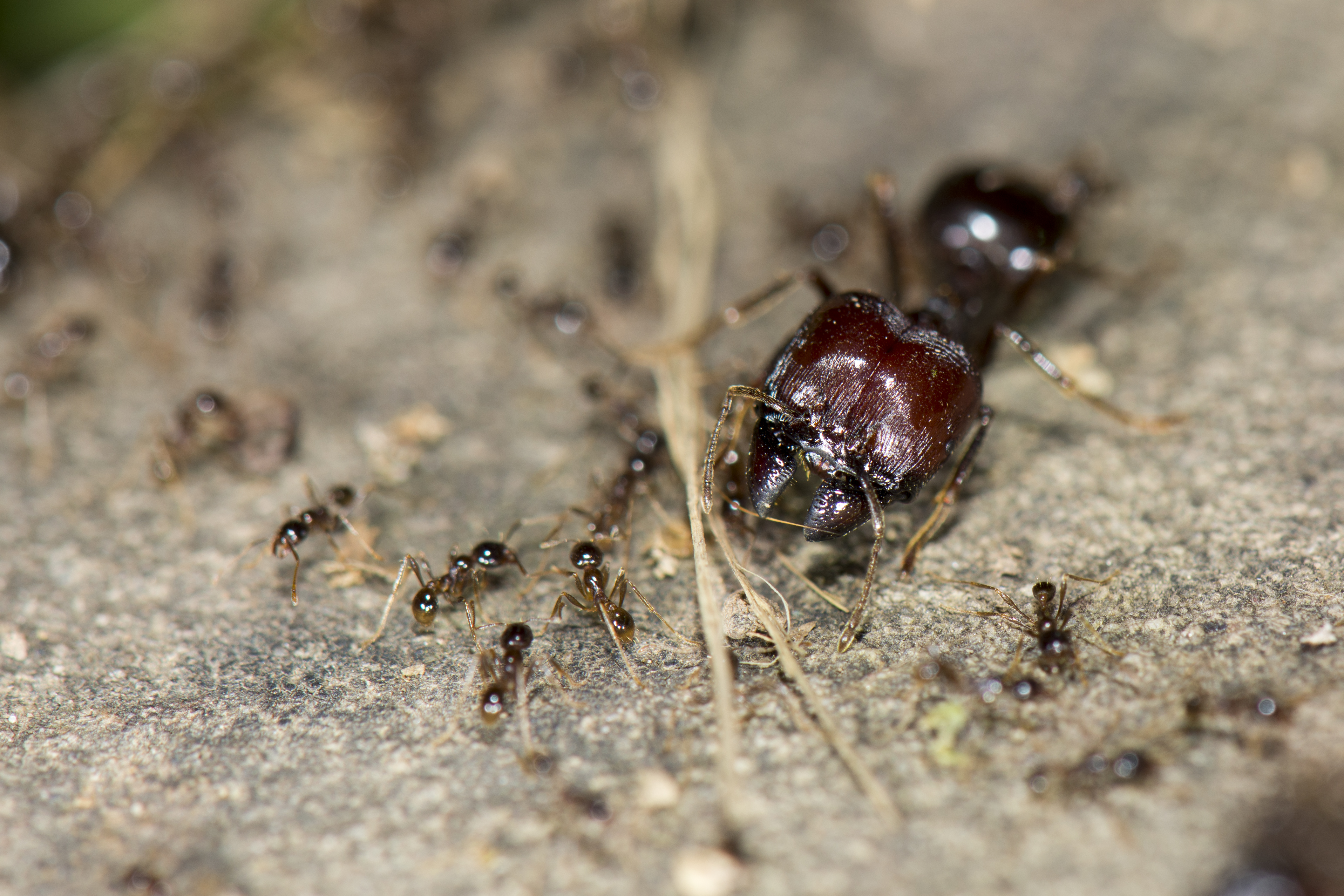
Солдат и рабочие

## Поведение
Муравьи Carebara diversa формируют большие колонии, которые часто располагаются в почве или под камнями. Охотятся на беспозвоночных животных и собирают нектароносные соки растений. Регулярно формируют длинные колонны для фуражировки и иногда покрывают дорожки галереями, построенными из частиц почвы.

## Классификация
Вид был впервые описан в 1851 году под названием Oecodoma diversa Jerdon, 1851 по материалам из Индии. С 1863 года был в составе рода Pheidologeton и под названием Pheidologeton diversus цитировался во многих научных публикациях . В 2014 в результате синонимизации Pheidologeton с родом Carebara вид получил современное именование.

### Подвиды
Ранее под названием Pheidologeton diversus был одним из примерно 30 видов рода Pheidologeton.
Выделяют несколько подвидов:
- Carebara diversa draco Santschi, 1920
- Carebara diversa laotina Santschi, 1920
- Carebara diversa macgregori Wheeler, W.M., 1929
- Carebara diversa philippina Wheeler, W.M., 1929
- Carebara diversa standfussi Forel, 1911
- Carebara diversa taprobanae Smith, F., 1858
- Carebara diversa tenuirugosa Wheeler, W.M., 1929
- Carebara diversa williamsi Wheeler, W.M., 1929

В старой таксономии они именовались в следующем сочетании:
- Pheidologeton diversus diversus (Jerdon, 1851)
- Pheidologeton diversus draco (Santschi, 1920)
- Pheidologeton diversus fictus (Forel, 1911)
- Pheidologeton diversus laotinus (Santschi, 1920)
- Pheidologeton diversus macgregori (Wheeler, 1929)
- Pheidologeton diversus philippinus (Wheeler, 1929)
- Pheidologeton diversus standfussi (Forel, 1911)
- Pheidologeton diversus taprobanae (Smith, 1858)
- Pheidologeton diversus tenuirugosus (Wheeler, 1929)
- Pheidologeton diversus williamsi (Wheeler, 1929)